# Gerald T. Flynn

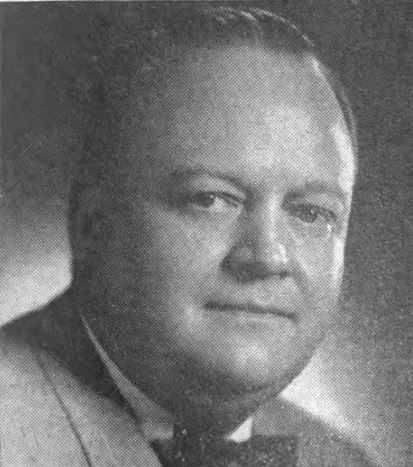
Gerald T. Flynn (1959)

Gerald Thomas Flynn (* 7. Oktober 1910 im Racine County, Wisconsin; † 14. Mai 1990 in Racine, Wisconsin) war ein US-amerikanischer Politiker. Zwischen 1959 und 1961 vertrat er den Bundesstaat Wisconsin im US-Repräsentantenhaus.

## Werdegang
Gerald Flynn besuchte die öffentlichen Schulen seiner Heimat einschließlich der Racine High School. Nach einem anschließenden Jurastudium an der Law School der Marquette University und seiner 1933 erfolgten Zulassung als Rechtsanwalt begann er in Racine in diesem Beruf zu arbeiten. Gleichzeitig schlug er als Mitglied der Demokratischen Partei eine politische Laufbahn ein. Zwischen 1940 und 1960 war er Delegierter zu allen Democratic National Conventions; von 1950 bis 1954 gehörte er dem Senat von Wisconsin an.
Bei den Kongresswahlen des Jahres 1958 wurde er im ersten Wahlbezirk von Wisconsin in das US-Repräsentantenhaus in Washington, D.C. gewählt, wo er am 3. Januar 1959 die Nachfolge des zwischenzeitlich verstorbenen Lawrence H. Smith von der Republikanischen Partei antrat. Da er bei den Wahlen des Jahres 1960 dem Republikaner Henry C. Schadeberg unterlag, konnte er bis zum 3. Januar 1961 nur eine Legislaturperiode im Kongress absolvieren.
Nach seinem Ausscheiden aus dem US-Repräsentantenhaus zog sich Gerald Flynn aus der Politik zurück. In den folgenden Jahren arbeitete er wieder als Anwalt. Er starb am 14. Mai 1990 in seinem Heimatort Racine.